# Let's Get Married (film 1926)
Let's Get Married è un film muto del 1926 diretto da Gregory La Cava.
Tratto dal lavoro teatrale The Man from Mexico, è il remake di The Man from Mexico, film del 1914 interpretato da John Barrymore.

## Trama
Billy Dexter, celebrando con i compagni di college una vittoria sportiva, provoca dei danni e viene arrestato. Promette, allora, a Mary, la sua fidanzata, di comportarsi meglio. Ma incappa di nuovo in tutta una serie di disavventure che finiscono con una rissa. Billy è nuovamente arrestato e condannato a trenta giorni di prigione. A Mary, racconta di dover andare nei mari del sud per i missionari e la convince a sposarlo subito. La cerimonia viene ripetutamente interrotta dai detective che lo cercano, fino a quando finalmente il matrimonio viene celebrato.

## Produzione
Il film fu prodotto dalla Famous Players-Lasky Corporation.

## Distribuzione
Distribuito dalla Paramount Pictures, il film - presentato da Jesse L. Lasky e Adolph Zukor - uscì nelle sale cinematografiche USA il 1º marzo 1926. In Turchia venne distribuito con il titolo Gel evlenelim nel 1926.
È conosciuto anche con il titolo The Man from Mexico. Del film viene conservato un positivo in acetato.